# Paris Open 1986
Il Paris Open 1986 è stato un torneo di tennis che si è giocato sul Sintetico indoor. È stata la 15ª edizione del Paris Open, che fa parte del Nabisco Grand Prix 1986. Il torneo si è giocato per la prima volta nel Palais omnisports de Paris-Bercy di Parigi in Francia, dal 27 ottobre al 3 novembre 1986.

## Campioni

### Singolare
Boris Becker ha battuto in finale  Sergio Casal con il punteggio di 6–4, 6–3, 7–6

### Doppio
Peter Fleming /  John McEnroe hanno battuto in finale  Mansour Bahrami /  Diego Pérez con il punteggio di 6–3, 6–2